# Beuron
Beuron település Németországban, azon belül Baden-Württembergben. Lakosainak száma 670 fő (2023. december 31.). Beuron Irndorf, Bärenthal, Fridingen an der Donau, Buchheim, Schwenningen, Stetten am kalten Markt, Sigmaringen és Leibertingen községekkel határos.

## Népesség
A település népessége az elmúlt években az alábbi módon változott:
| Lakosok száma | 1062 | 642  | 650  | 655  | 687  | 670  |
|               | 1975 | 2017 | 2019 | 2021 | 2022 | 2023 |

## Fekvése
Tuttlingentől északkeletre fekvő település.

## Leírása

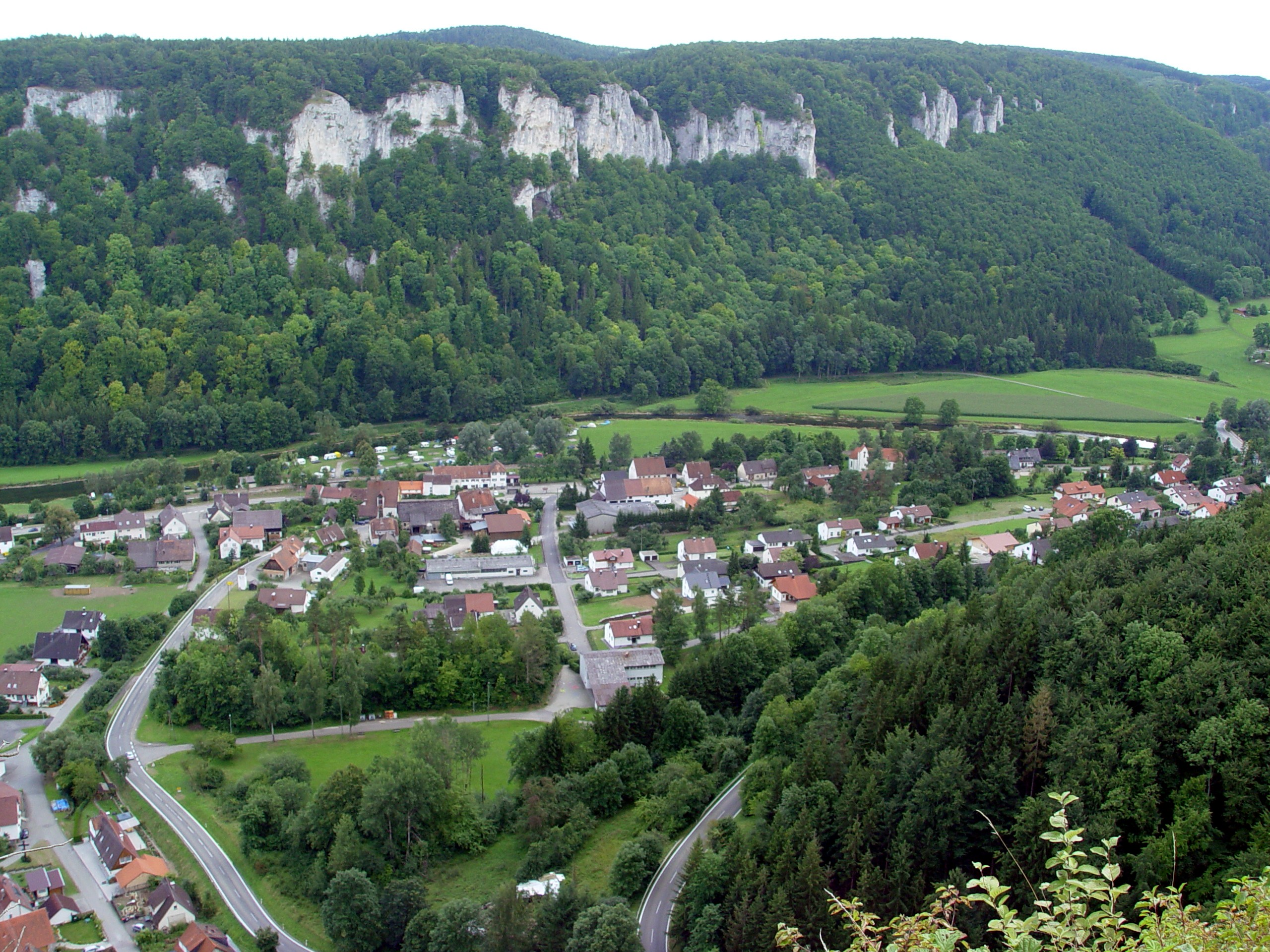

A Duna mellett található Beuron kedvelt üdülőhely és híres kegyhely, melynek szép, Dunán átívelő, 1803-ból való szép hídja van.
Az itt lévő 11. századi ágostonrendi kanonok-alapítványt 1687-ben tették apátsággá.
Barokk kolostorát Franz Beer és Georg Johannes Brix építette. Templomának freskóit Ignaz Weegschaider 1732 és 1738 között festette. Csak részben megmaradt főoltára 1760-ban készült, Feuchtmayer és a Dirr testvérek munkája.
1803-tól, a szekularizáció idejétől üresen álló kolostort 1862-ben Katharina Hohenzollern hercegasszony  adta át a német bencéseknek: 1884 óta a bencések Beuroni Kongregációjának érseki apátsága.

## Nevezetességek
- Kolostor - barokk stílusban épült.

## Itt születtek, itt éltek
- Pater Desiderius Lenz (1832-1928) - szobrász, építész és festőművész itt alapította meg a bencés egyházi művészet iskoláját; aki az egyházi művészetet egyiptomi, görög és korai keresztény jelképek alkalmazásával próbálta felújítani. Az ő stílusát nevezik beuroni művészet-nek.

## Galéria

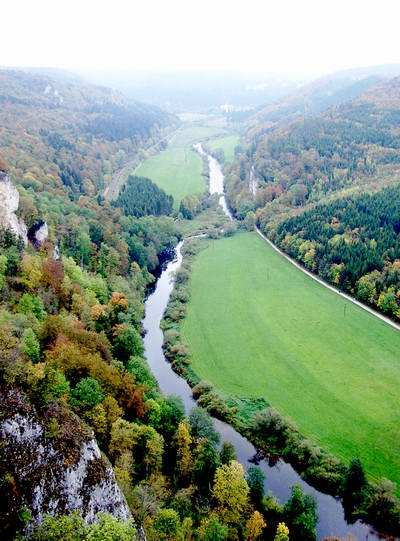
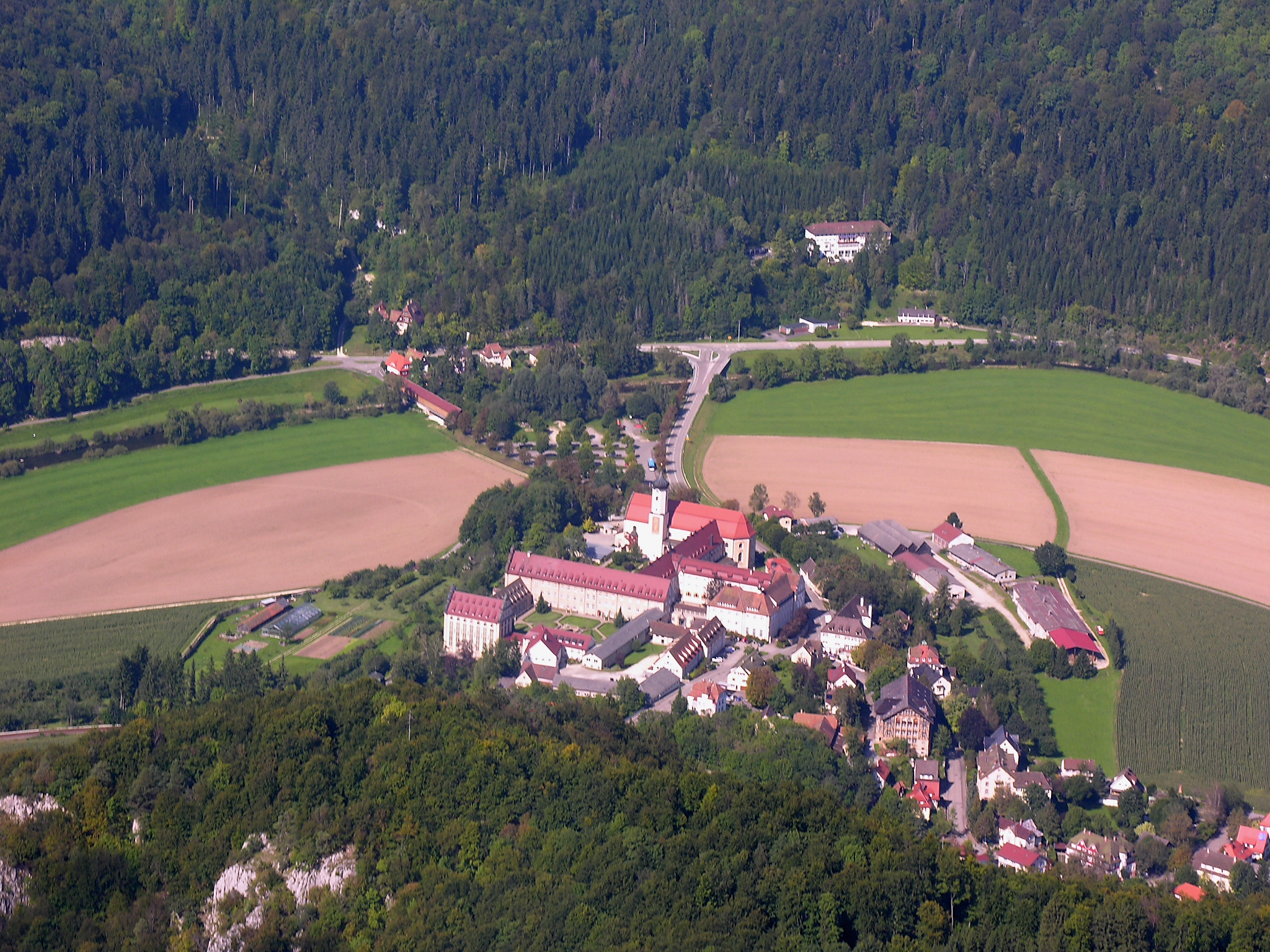
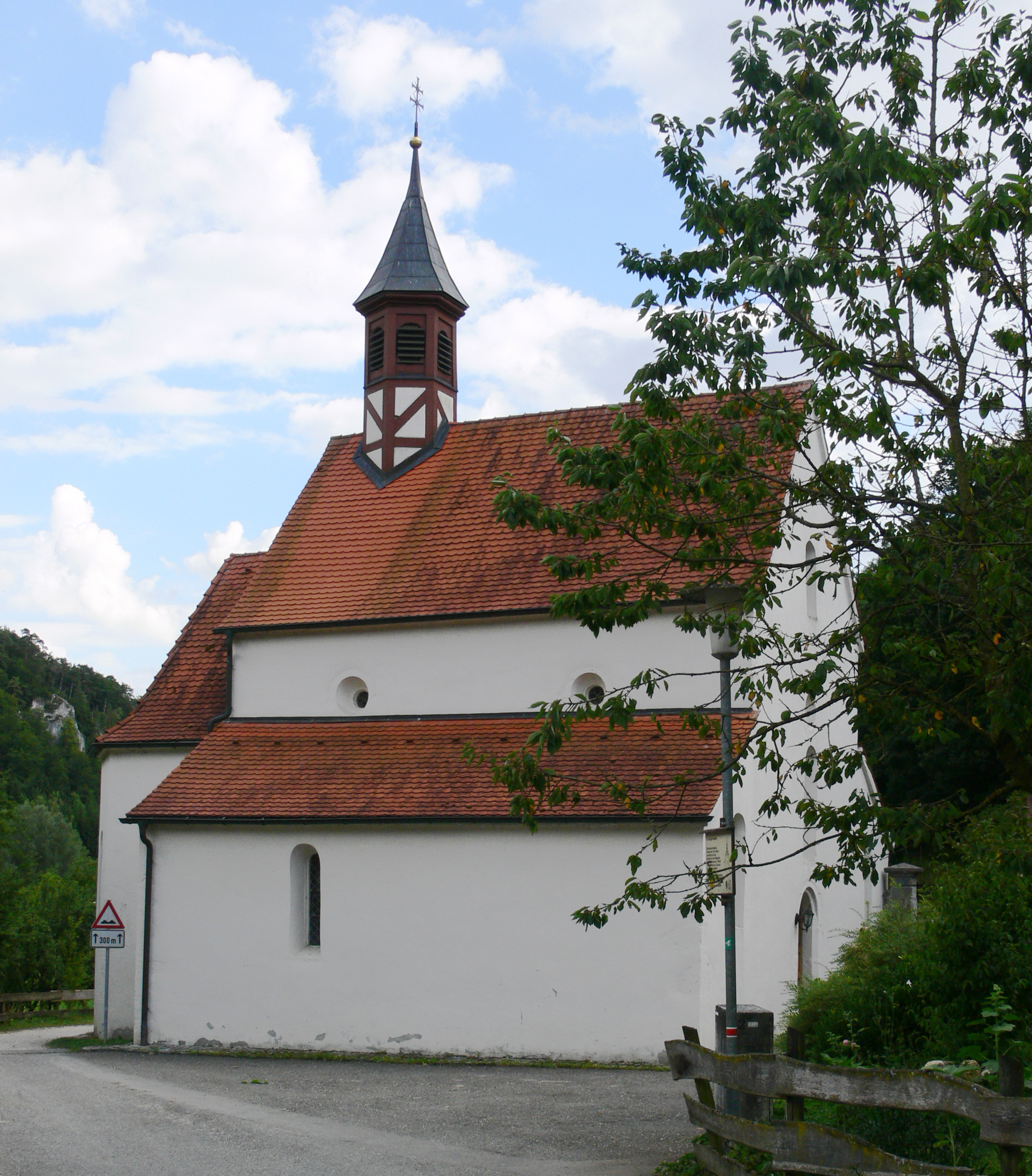
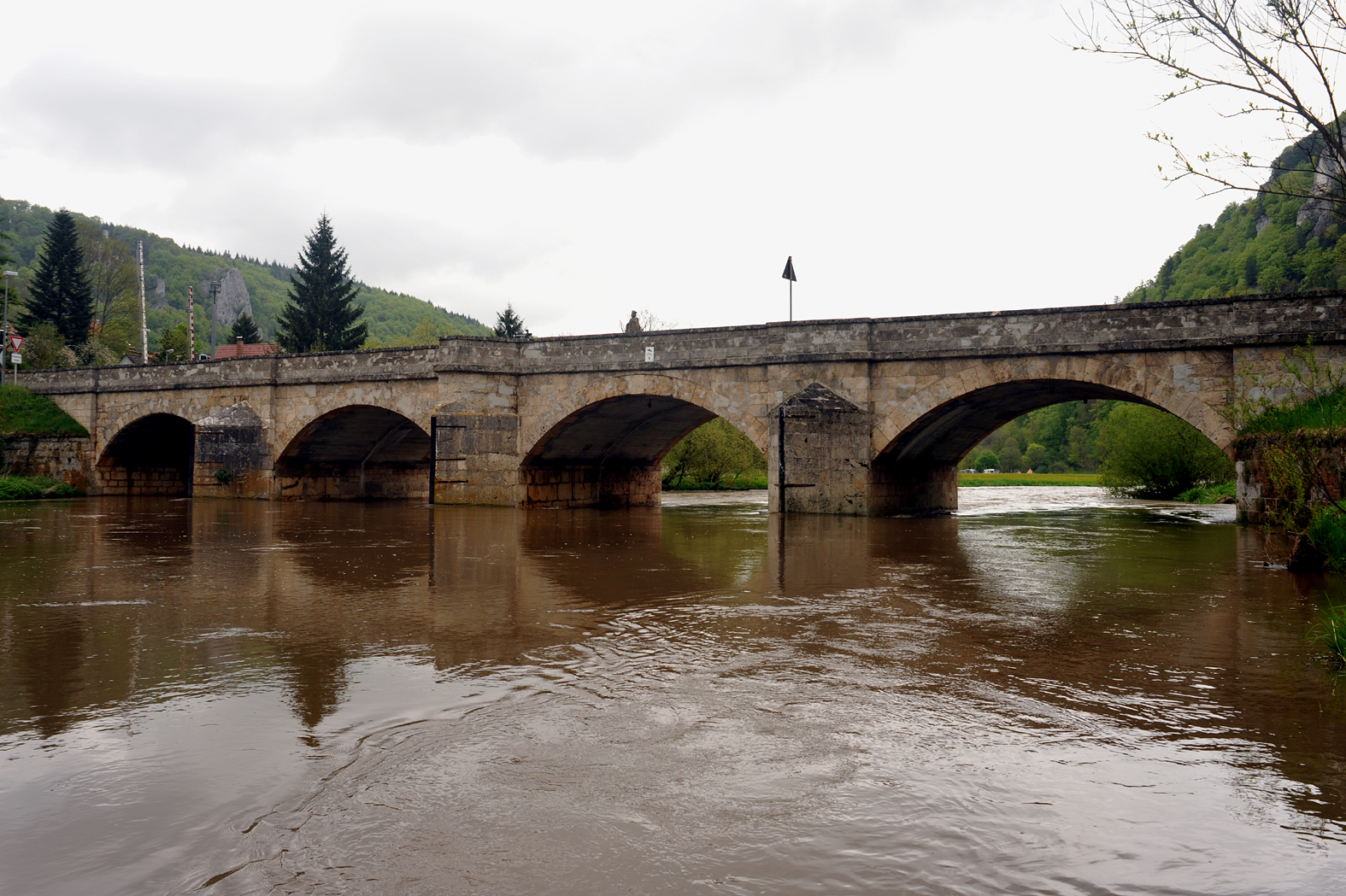
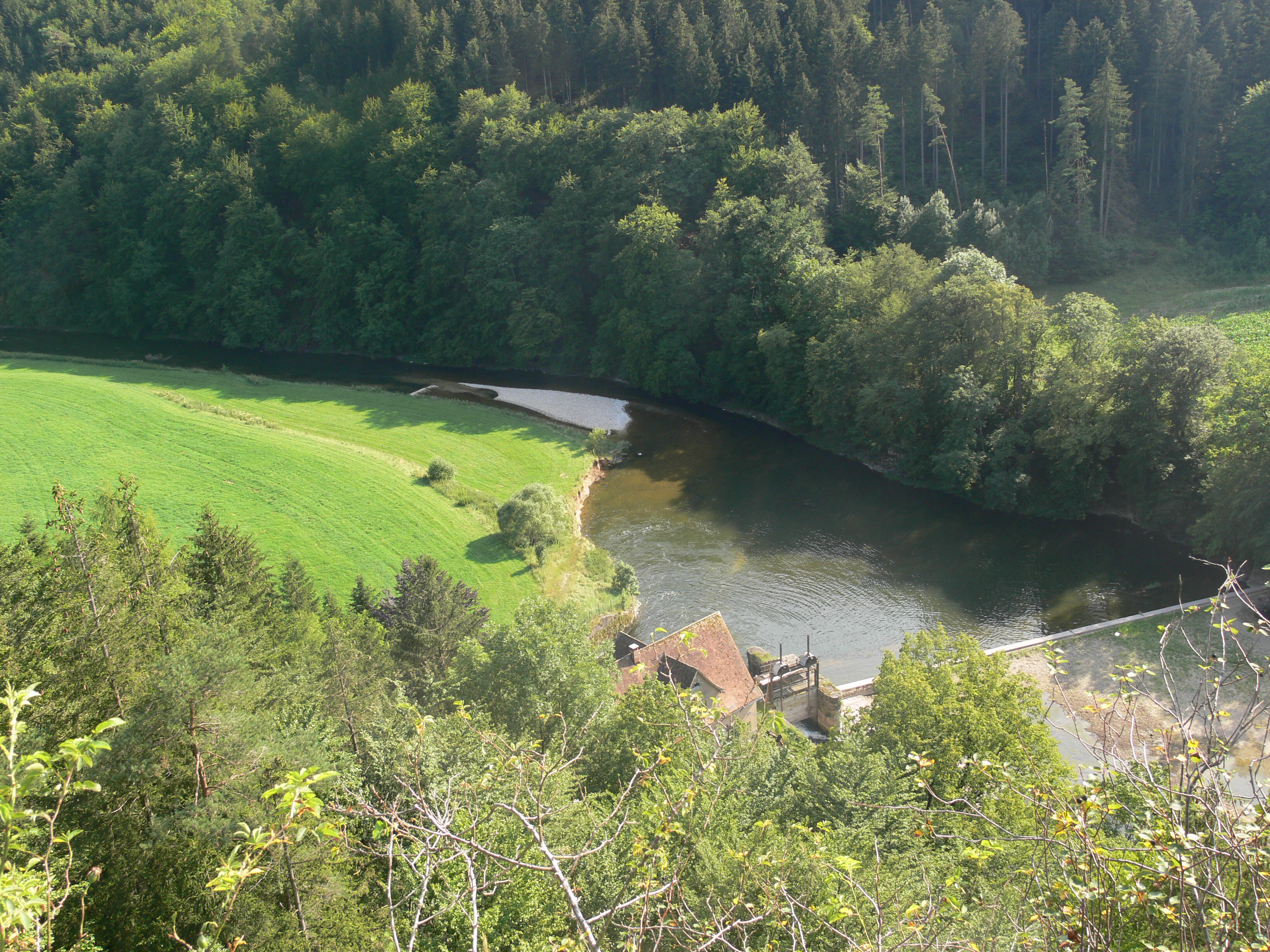
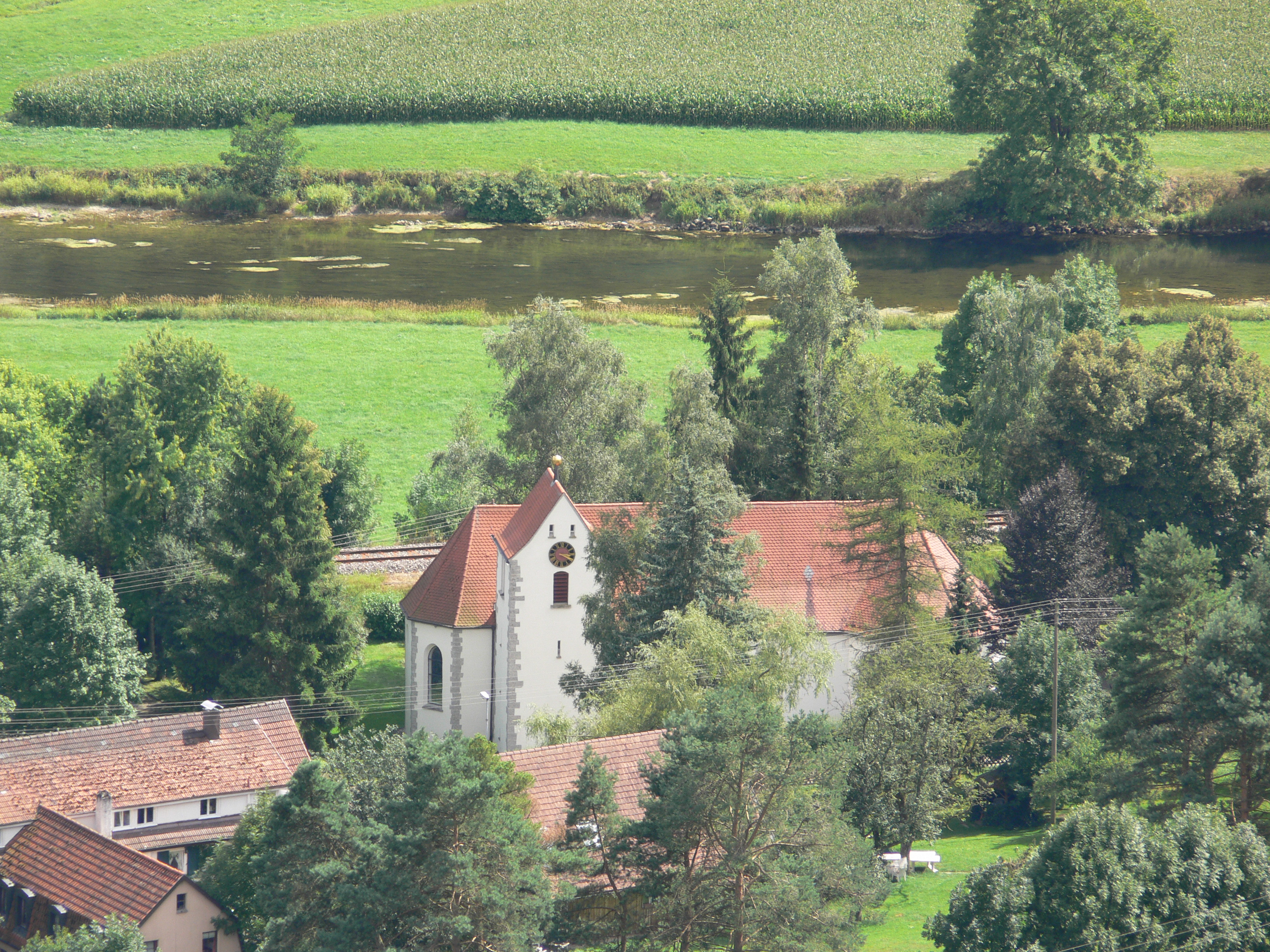
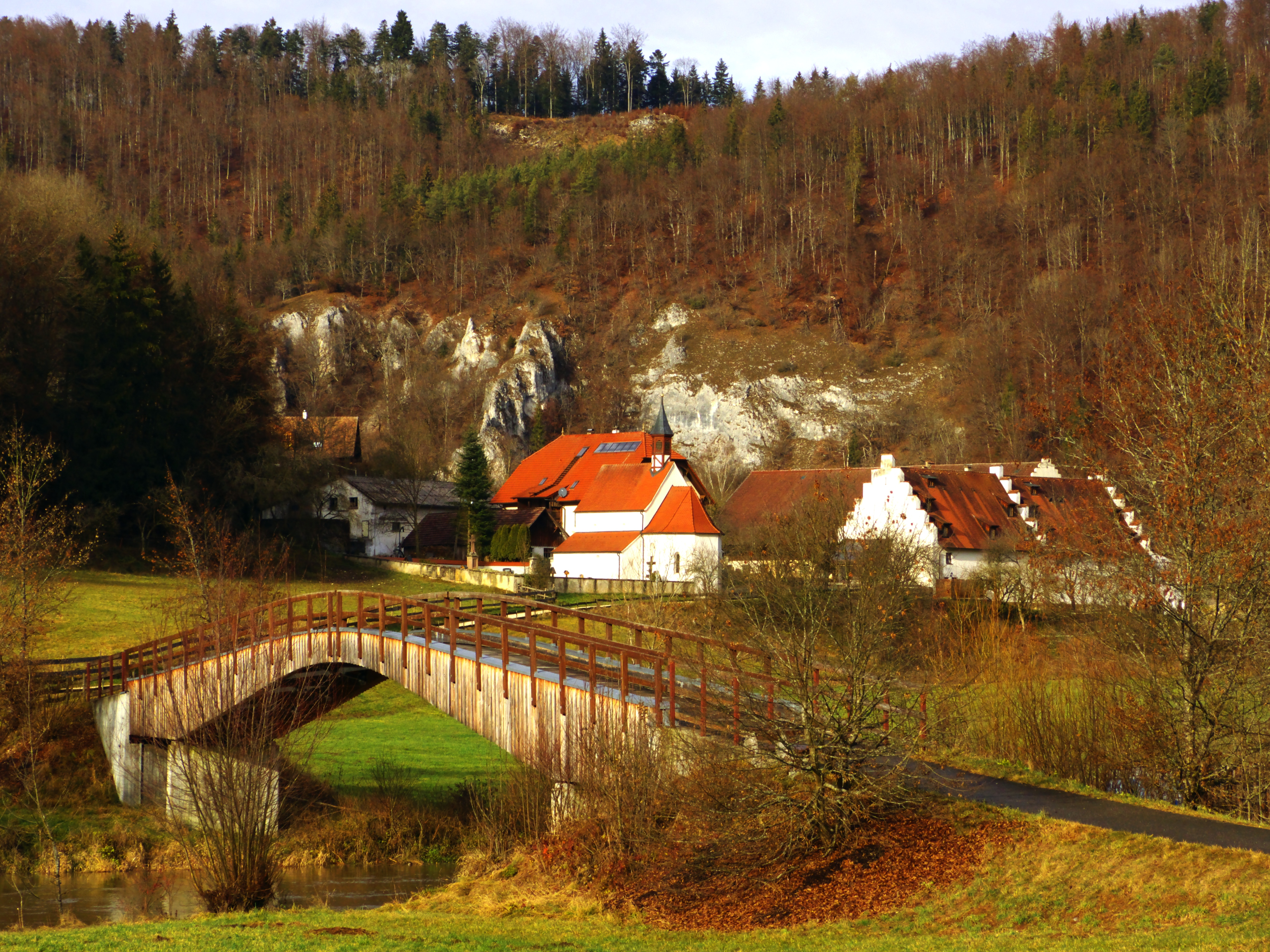
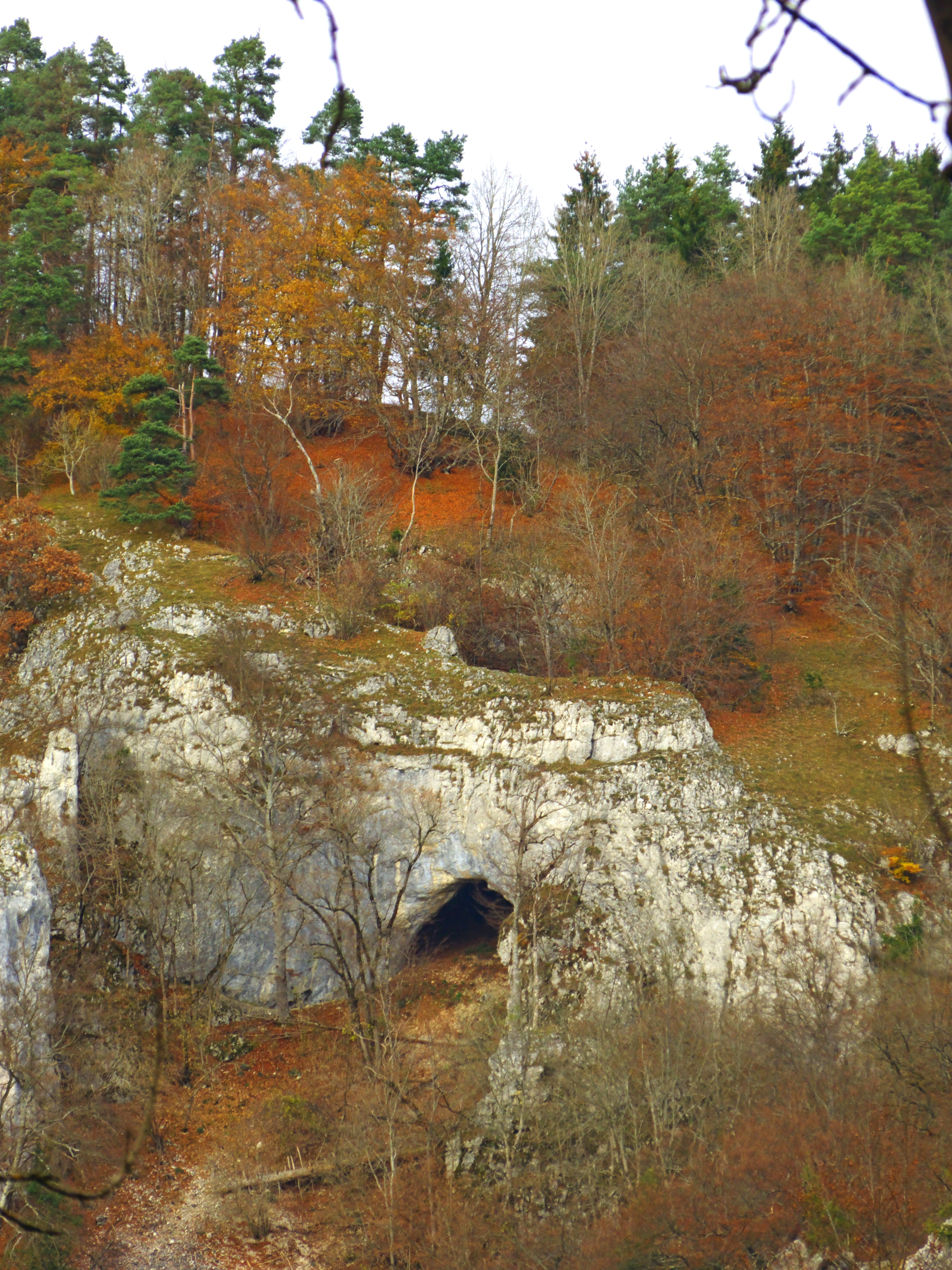
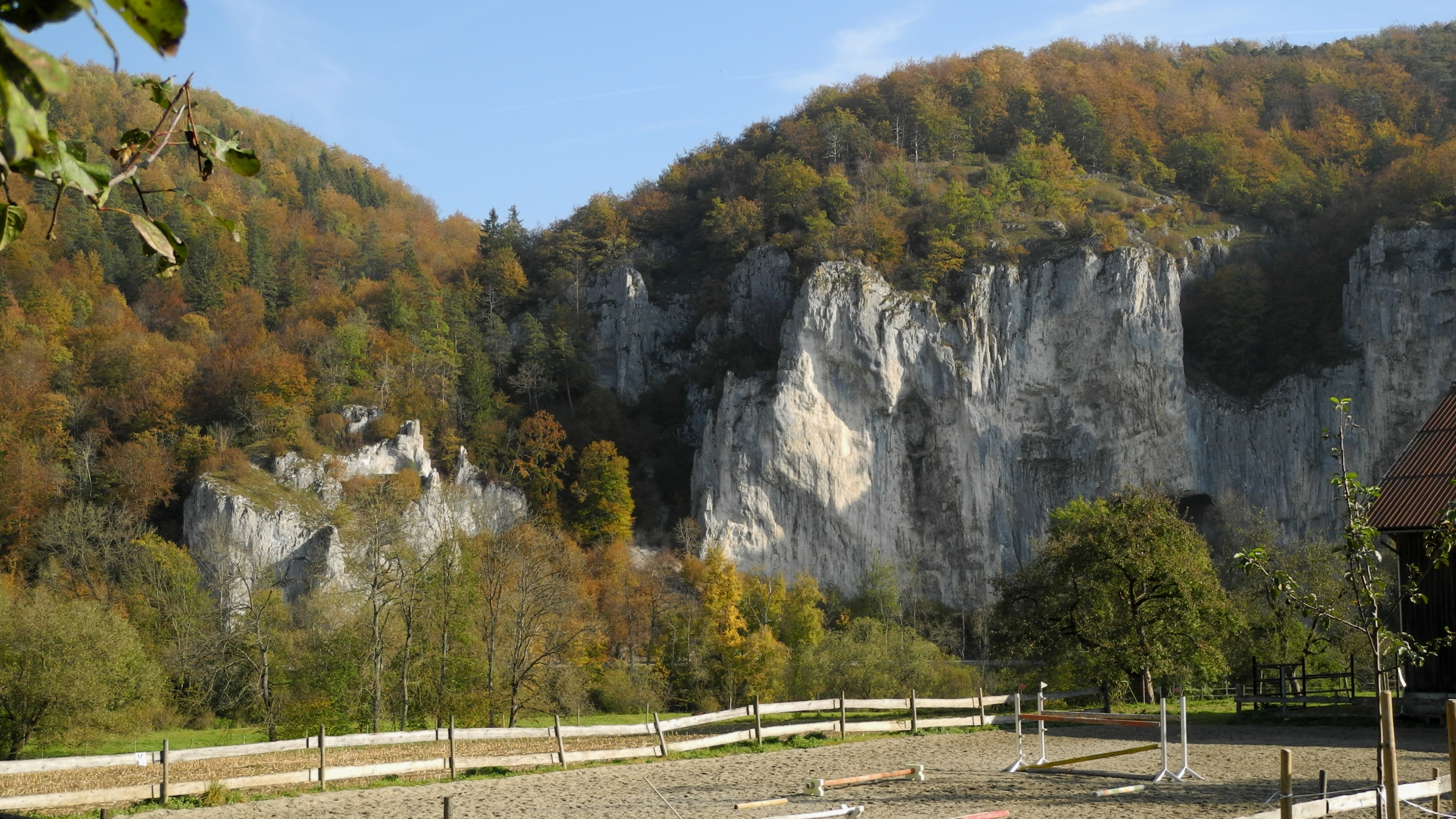
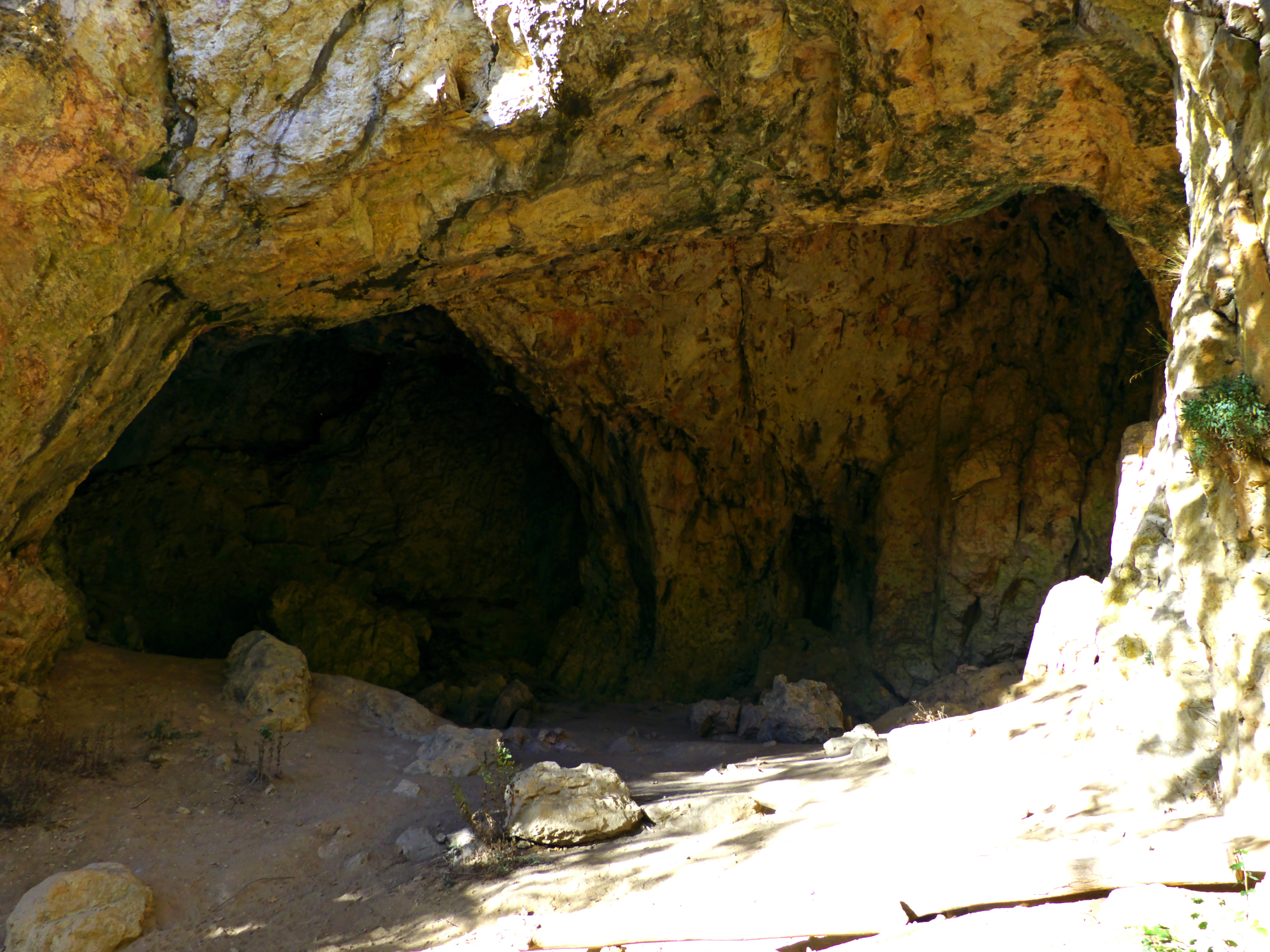
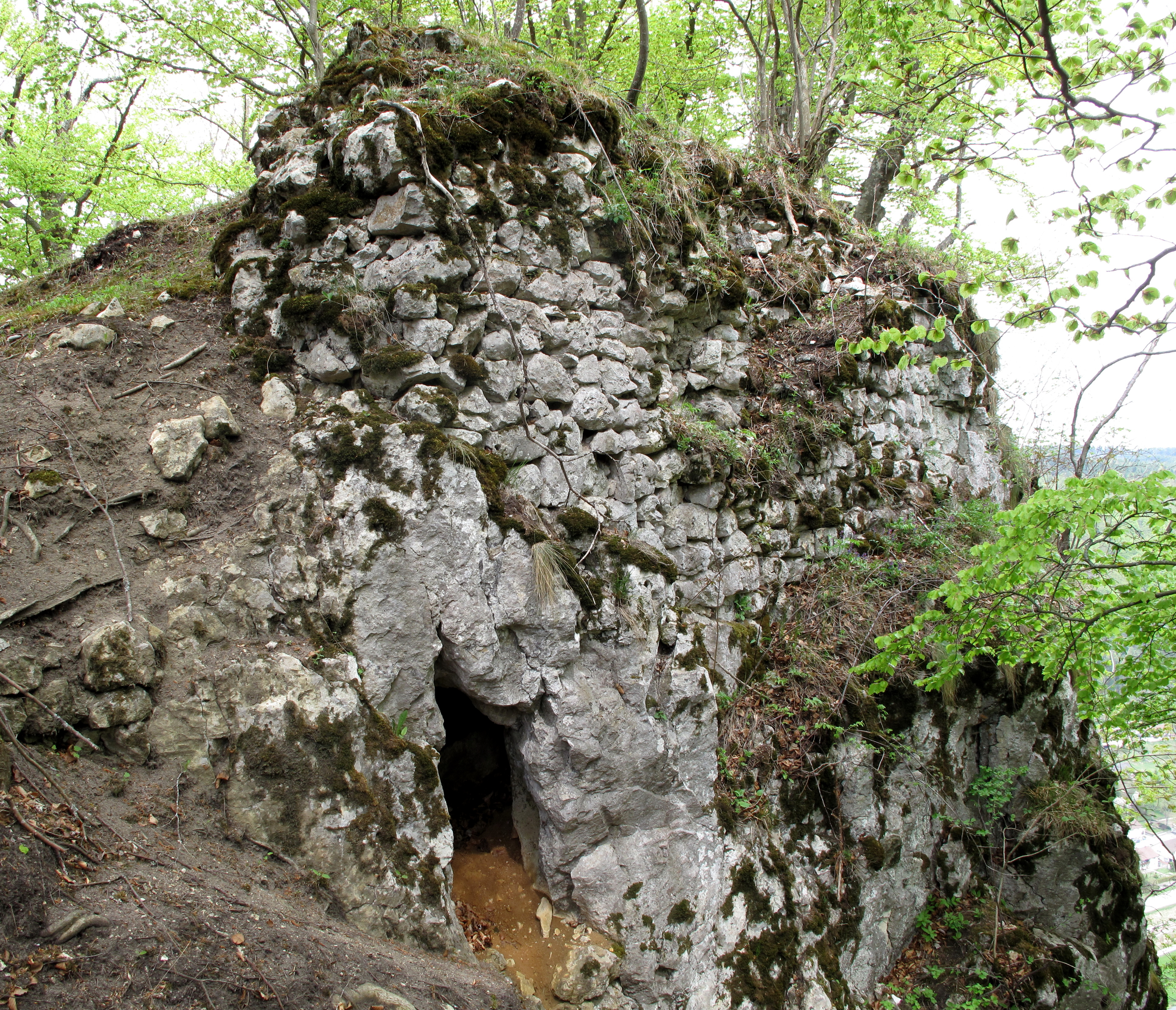
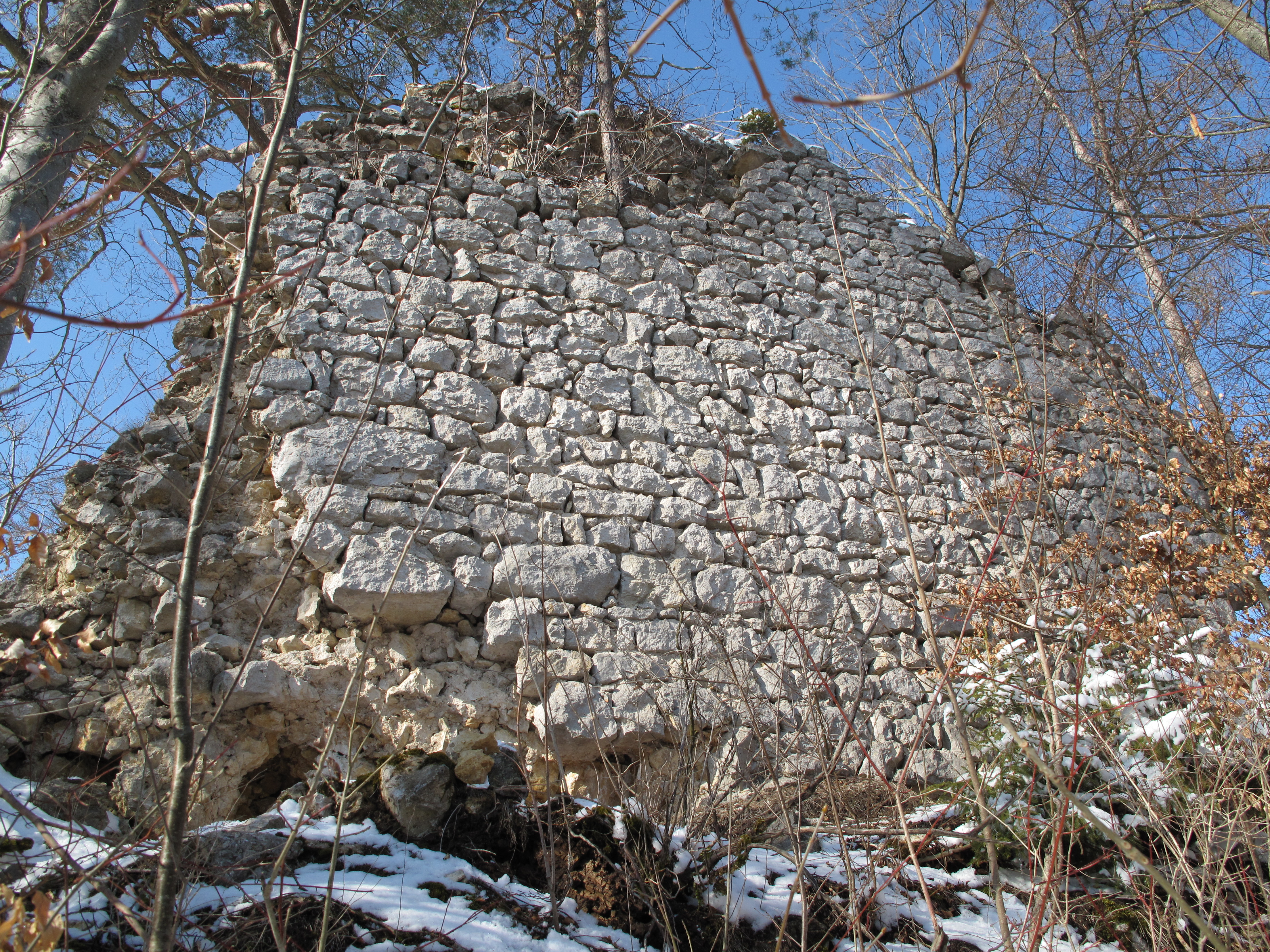